# Station Val d'Argenteuil
Station Val d'Argenteuil is een van de twee spoorwegstations in de Franse gemeente Argenteuil, het andere station is station Argenteuil. Het ligt aan de spoorlijn Paris-Saint-Lazare - Mantes-Station via Conflans-Sainte-Honorine, op kilometerpunt 12,696 van die lijn. Het station werd in december 1970 geopend om de wijk Val-Notre-Dame in Argenteuil te bereiken.
Het station wordt aangedaan door verschillende treinen van de Transilien lijn J:
- Tussen Paris Saint-Lazare en Pontoise, waarvan sommige treinen doorrijden naar Gisors of Boissy-l'Aillerie.
- Tussen Paris Saint-Lazare en Mantes-la-Jolie over de noorderoever van de Seine

## Vorig en volgend station
| Richting           | Vorig station | Lijn    | Volgend station       | Richting                                          |
| ------------------ | ------------- | ------- | --------------------- | ------------------------------------------------- |
| Paris-Saint-Lazare | Argenteuil    | Trans J | Cormeilles-en-Parisis | Mantes-la-Jolie Pontoise Boissy-l'Aillerie Gisors |